# Kenya i olympiska vinterspelen 2002
Kenya deltog i olympiska vinterspelen 2002. Kenyas trupp bestod av Philip Boit, 30 år och 70 dagar, han deltog i längdskidåkning.

## Resultat

### Längdskidåkning
- Sprint herrar
  - Philip Boit - 64
- 10+10 km herrar
  - Philip Boit - 77